# Ананасова вода для прекрасної дами
«Ананасова вода для прекрасної дами» (рос. Ананасная вода для прекрасной дамы) — збірка оповідань Віктора Пелевіна, видана у 2010 році.

## Зміст
Книга складається з двох нерівних частин:
Перша частина «Боги і механізми» є більшою і складається з двох повістей:
- «Операція „Burning Bush“» (рос. Операция “Burning Bush”)
- «Зенітні кодекси Аль-Ефесбі» (рос. Зенитные кодексы Аль-Эфесби)

Друга частина «Механізми і Боги» складається з трьох оповідань:
- «Споглядач тіні» (рос. Созерцатель тени)
- «Тхагі» (рос. Тхаги)
- «Готель добрих перевтілень» (рос. Отель хороших воплощений)

## Сюжет

### Операція «Burning Bush»
Головний герой Семен Левітан у дитинстві захоплювався імітацією голосу диктора радіо Юрія Левітана. У дорослому житті, у часи після перебудови, він викладає англійську мову в Москві. Обидві ці обставини призводять до того, що його втягують у секретну операцію сил держбезпеки — він має зображати голос Бога для президента США Джорджа Буша. Для цього Семен проходить прискорений курс теологічної підготовки на секретній базі з використанням текстів релігійного змісту і наркотиків, під час якого він зазнає містичних переживань.
В ході операції з'ясовується, що американці також проводять подібну операцію проти лідерів СРСР і Росії з тією різницею, що мовлення ведеться від імені диявола. Семену доводиться зображувати і диявола. Після завершення операції Семен опиняється в Ізраїлі, де його використовує ще якась розвідка, скоріш за все, ЦРУ.
Повість написана з властивим Пелевіну дещо похмурим гумором і від першої особи. На відміну від інших книг Пелевіна, містичні переживання відбуваються в межах європейської монотеїстичної культури, а не східної.

### Зенітні кодекси Аль-Ефесбі
Повість складається з двох частин — «Freedom liberator» і «Радянський реквієм». В першій частині описується як американці, втрачаючи ефективність бойових дій в Афганістані через постійні витоки інформації у WikiLeaks і подальших докорів у негуманних методах ведення війни, вирішують використати автономний штучний інтелект і безпілотних літальних апаратах (дронах, БПЛА).
Апарати діють винятково ефективно аж до появи в Афганістані російського агента Савелія Скотенкова, який отримав там прізвисько Аль-Ефесбі (подібне до «з Ефеса»; варіант — з ФСБ). Ображений на Росію і Захід, Скотенков розроблює незвичайний захист від дронів: пише на землі гасла, які відволікають штучний інтелект, що призводить до аварії БПЛА. Після погіршення відносин з Росією американцям вдається домогтись відкликання Скотенкова, потім його викрадають вже з Росії.
В книзі містяться філософські міркування про можливості штучного інтелекту і існування душі з алюзіями до теорій Алана Тюрінга і Роджера Пенроуза.
Друга частина повісті — «Радянський реквієм» (алюзія до відомого оповідання «Німецький реквієм» Борхеса) складається з, можливо, несправжнього монологу Скотенкова у в'язниці ЦРУ, де його мають як покарання перетворити на хронічного гравця на курсі валют.

### Споглядач тіні
В оповіданні описується спроба російського гіда в Індії Олега вчитися у власної тіні в процесі тривалих медитацій. Герой насилу залишається живим, але оповідання не дає відповіді, було побачене ним ілюзією чи справжнім досвідом. Твір сповнений іронією по відношенню як до спроб європейців збагнути індійську культуру, так і до самої Індії.

### Тхагі
Другорядний герой попереднього оповідання Борис продовжує пошуки членів секти тугі (тхагі) — таємних поклонників індійської богині Калі, що приносять їй людські жертвоприношення. Борис прагне вступити до цієї секти, але не здогадується, що жертвою стане він сам. Оповідання публікувалось у червні 2010 року в журналі Сноб.

### Готель добрих перевтілень
Заключне оповідання збірки розповідає про душу дівчини, що існує до народження і якій ангел пропонує втілитися як дочці олігарха. Після нетривалого знайомства з обставинами і пояснень від ангела, вона категорично відмовляється від подібного втілення і втрачає індивідуальність у першоджерелі життя. Саме в цьому оповіданні зустрічається банка з ананасовою водою, що дала назву збірці і є цитатою з Володимира Маяковського.